# Chavannes (Cher)
Chavannes település Franciaországban, Cher megyében. Lakosainak száma 153 fő (2022. január 1.). Chavannes Châteauneuf-sur-Cher, Saint-Germain-des-Bois, Saint-Loup-des-Chaumes, Serruelles és Uzay-le-Venon községekkel határos.

## Népesség
A település népességének változása:
| Lakosok száma | 184  | 177  | 180  | 173  | 167  | 162  | 156  | 154  | 153  |
|               | 2013 | 2015 | 2016 | 2017 | 2018 | 2019 | 2020 | 2021 | 2022 |